# Nominering
Nominering (av latinets nominare=nämna) är en företeelse, där någon eller något utnämns (nomineras) som kandidat till någon officiell befattning eller valbar post inom till exempel politik eller en organisation eller för något speciellt uppdrag. Nomineringar är också vanliga i samband med olika slags pristävlingar inom till exempel olika konstnärliga områden.
Prisnomineringar kan ske inofficiellt, genom att förslag på olika önskvärda, nominerade, pristagare inlämnas till prisjuryn, som sedan beslutar och tillkännager vem som ska tilldelas utmärkelsen långt innan prisutdelningen sker; exempel på detta är Nobelpriset eller Polarpriset. Nomineringar kan också ske officiellt, då ett antal utvalda, kvalificerade tävlande/tävlingsbidrag för respektive priskategori offentliggörs efter en sluten juryomröstning och först vid prisutdelningsceremonien tillkännages vem av de nominerade som vinner priset; exempel på detta är filmpris som Oscar eller Guldbaggen och musikpris som Grammis. Sedan finns även priser och utmärkelser, som utdelas utan någon som helst offentlig nomineringsprocess, utan bara en nomineringslista slutet inom juryn; exempel på detta är priser vid filmfestivaler som Cannesfestivalen eller utdelningar av stipendier, hedersutmärkelser eller medaljer (till exempel hedersdoktortitel eller kungliga medaljer).
I officiella och politiska sammanhang kan lämpliga personer nomineras som kandidater inför ett val till särskilda förtroendeuppdrag, som till exempel ett politiskt partis partiledare eller ett lands president. Nomineringar kan också tas fram av en valberedning till styrelseposter i en förenings/organisations eller ett aktiebolags styrelse vid en årsstämma. Nomineringar kan även ske i samband med officiella utnämningar av till exempel orter/städer för särskilda uppdrag; exempel på detta är utnämningar till Europeisk kulturhuvudstad eller lokaliseringar av Olympiska spel eller placeringar av exempelvis Europeiska unionens speciella verksamheter och organ. De nominerade får då anstränga sig för att till varje pris söka kvalificera sig som den lämpligaste kandidaten att tilldelas uppdraget. Ibland kan termen även folkligt användas vid till exempel påtryckningskampanjer eller viljeyttringar i massmedia gällande önskningar eller opinionsmätningar att vilja se vissa personer tilldelas utmärkelser eller poster, utan att detta har något som helst samband med dem som utser dessa.